# Squaw

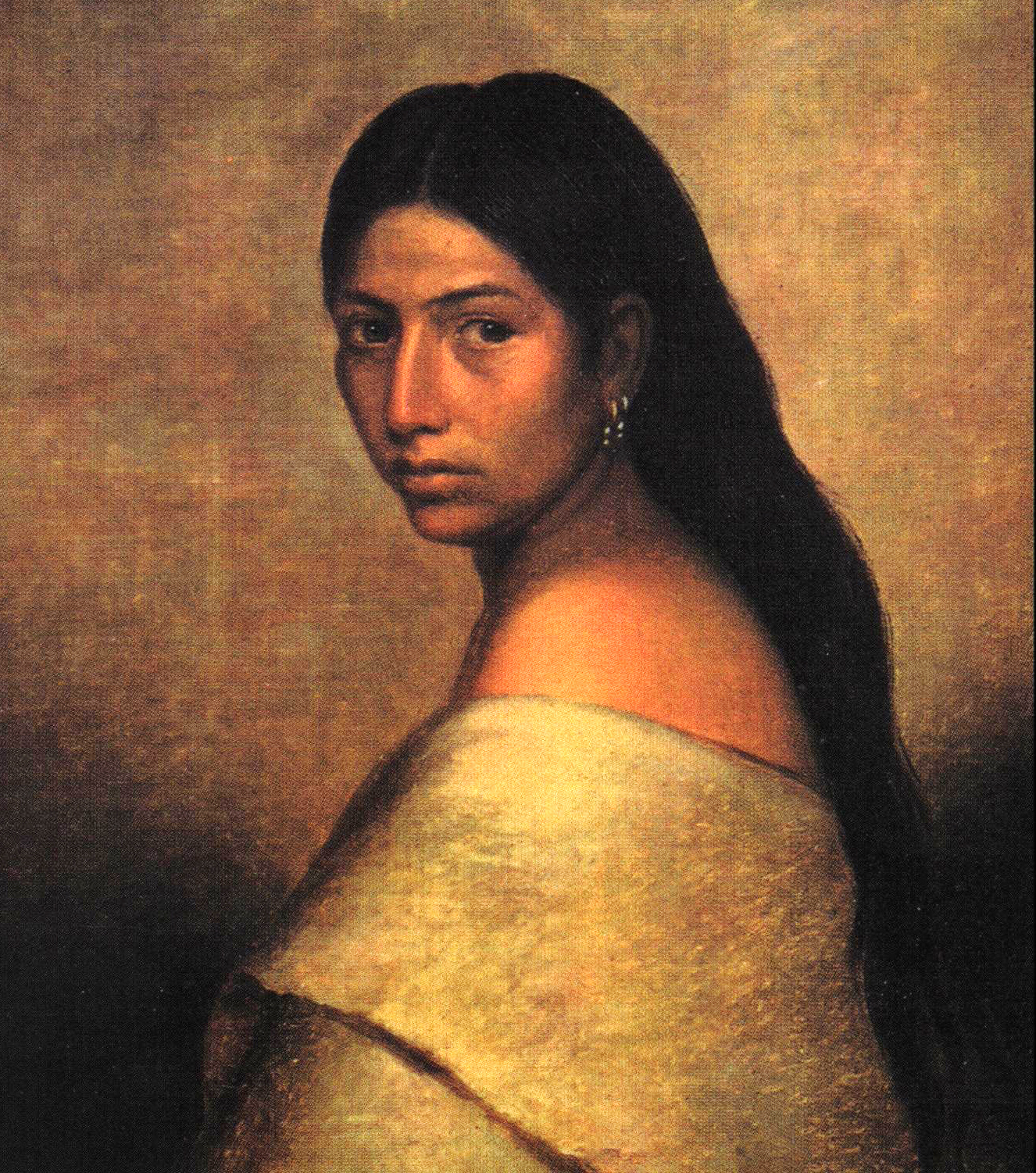
A Choctaw Belle, porträtt av en ung indiankvinna tillhörande choctaw-stammen.

Squaw är ett ord som motsvarar det ord i olika Algonquin-dialekter som betyder "kvinna". Varianter i olika Algonquin-dialekter är squa, skwa, esqua, sqeh, skwe, que, kwa, ikwe, etc. Uttrycket betraktas ofta idag som nedsättande, särskilt om det används av personer som inte har sitt ursprung i den nordamerikanska ursprungsbefolkningen.. 
Första gången ordet squaw användes i text anses vara i en engelskspråkiga kolonialbeskrivningen Mourt´s Relation (A Relation or Journal of the Beginning and Proceedings of the English Plantation Settled at Plimoth in New England) från 1622. 
I november 2021 deklarerade det amerikanska departementet US Departement of Interior benämningen nedsättande och rasistisk och att ordet skulle tas bort från officiella texter samt ortnamn.
Som lånord syftar det på en gift kvinna i den nordamerikanska ursprungsbefolkningen.